# Malvoideae
Malvoideae je potporodica biljaka, dio porodice sljezovki. Sastoji se od pet tribusa, a najvažniji rod je Malva (sljez). Drugi značajni rodovi koji mu pripadaju su pamuk (Gossypium) i sljezolika ili hibiskus (Hibiscus).
Obuhvaća biljke, grmove i drveće.

## Tribusi
1. Tribus Hibisceae Rchb.
  1. Radyera Bullock (2 spp.)
  2. Peltaea (J. Presl) Standl. (21 spp.)
  3. Decaschistia Wight & Arn. (14 spp.)
  4. Hibiscus L. (425 spp.)
  5. Hibiscadelphus Rock (8 spp.)
  6. Roifia Verdc. (1 sp.)
  7. Lagunaria (DC.) Rchb. (2 spp.)
  8. Talipariti Fryxell (23 spp.)
  9. Papuodendron C. T. White (2 spp.)
  10. Kosteletzkya J. Presl (27 spp.)
  11. Abelmoschus Medik. (12 spp.)
  12. Senra Cav. (1 sp.)
  13. Wercklea Pittier & Standl. (13 spp.)
  14. Symphyochlamys Gürke (1 sp.)
  15. Megistostegium Hochr. (3 spp.)
  16. Perrierophytum Hochr. (9 spp.)
  17. Humbertiella Hochr. (6 spp.)
  18. Helicteropsis Hochr. (1 sp.)
  19. Humbertianthus Hochr. (1 sp.)
  20. Cenocentrum Gagnep. (1 sp.)
  21. Urena L. (6 spp.)
  22. Malachra L. (8 spp.)
  23. Phragmocarpidium Krapov. (1 sp.)
  24. Rojasimalva Fryxell (1 sp.)
  25. Pavonia Cav. (293 spp.)
  26. Jumelleanthus Hochr. (1 sp.)
  27. Malvaviscus Fabr. (11 spp.)
  28. Anotea (DC.) Kunth (1 sp.)
  29. Woodianthus Krapov. (1 sp.)
2. Tribus Kydieae Bates
  1. Julostylis Thwaites (3 spp.)
  2. Dicellostyles Benth. (2 spp.)
  3. Kydia Roxb. (2 spp.)
3. Tribus Gossypieae Alef.
  1. Cephalohibiscus Ulbr. (1 sp.)
  2. Cienfuegosia Cav. (28 spp.)
  3. Lebronnecia Fosberg & Sachet (1 sp.)
  4. Hampea Schltdl. (22 spp.)
  5. Thespesia Sol. ex Corrêa (18 spp.)
  6. Thepparatia Phuph. (1 sp.)
  7. Gossypioides Skovst. (2 spp.)
  8. Kokia Lewton (4 spp.)
  9. Gossypium L. (51 spp.)
4. Tribus Malveae J. Presl
  1. Neobaclea Hochr. (1 sp.)
  2. Corynabutilon (K. Schum.) Kearney (7 spp.)
  3. Tetrasida Ulbr. (4 spp.)
  4. Hochreutinera Krapov (2 spp.)
  5. Spirabutilon Krapov. (1 sp.)
  6. Abutilon Tourn. ex Mill. (163 spp.)
  7. Billieturnera Fryxell (1 sp.)
  8. Pseudabutilon R. E. Fr. (19 spp.)
  9. Allowissadula D. M. Bates (9 spp.)
  10. Wissadula Medik. (37 spp.)
  11. Bastardiastrum (Rose) D. M. Bates (8 spp.)
  12. Herissantia Medik. (5 spp.)
  13. Bastardiopsis (K. Schum.) Hassl. (6 spp.)
  14. Robinsonella Rose & Baker fil. (16 spp.)
  15. Akrosida Fryxell & Fuertes (2 spp.)
  16. Dendrosida Fryxell (6 spp.)
  17. Allosidastrum (Hochr.) Krapov., Fryxell & D. M. Bates (4 spp.)
  18. Rhynchosida Fryxell (2 spp.)
  19. Krapovickasia Fryxell (5 spp.)
  20. Malvella Jaub. & Spach (4 spp.)
  21. Meximalva Fryxell (2 spp.)
  22. Sidastrum Baker fil. (8 spp.)
  23. Sida L. (279 spp.)
  24. Ripariosida Weakley & D. B. Poind. (1 sp.)
  25. Bordasia Krapov. (1 sp.)
  26. Dirhamphis Krapov. (2 spp.)
  27. Batesimalva Fryxell (5 spp.)
  28. Horsfordia A. Gray (4 spp.)
  29. Allobriquetia Bovini (3 spp.)
  30. Briquetia Hochr. (2 spp.)
  31. Fryxellia D. M. Bates (1 sp.)
  32. Callianthe Donnell (49 spp.)
  33. Bakeridesia Hochr. (22 spp.)
  34. Phymosia Desv. (8 spp.)
  35. Andeimalva J. A. Tate (5 spp.)
  36. Malacothamnus Greene (14 spp.)
  37. Neobrittonia Hochr. (1 sp.)
  38. Iliamna Greene (8 spp.)
  39. Kearnemalvastrum D. M. Bates (2 spp.)
  40. Malvastrum A. Gray (23 spp.)
  41. Sphaeralcea A. St.-Hil. (46 spp.)
  42. Tarasa Phil. (27 spp.)
  43. Urocarpidium Ulbr. (1 sp.)
  44. Fuertesimalva Fryxell (16 spp.)
  45. Calyculogygas Krapov. (2 spp.)
  46. Monteiroa Krapov. (11 spp.)
  47. Calyptraemalva Krapov. (1 sp.)
  48. Napaea L. (1 sp.)
  49. Eremalche Greene (3 spp.)
  50. Sidasodes Fryxell & Fuertes (2 spp.)
  51. Acaulimalva Krapov. (21 spp.)
  52. Palaua Cav. (16 spp.)
  53. Nototriche Turcz. (111 spp.)
  54. Modiola Moench (1 sp.)
  55. Modiolastrum K. Schum. (6 spp.)
  56. Gaya Kunth (38 spp.)
  57. Cristaria Cav. (20 spp.)
  58. Lecanophora Speg. (7 spp.)
  59. Anoda Cav. (23 spp.)
  60. Periptera DC. (5 spp.)
  61. Kitaibela Willd. (2 spp.)
  62. Malope L. (4 spp.)
  63. Anisodontea J. Presl (19 spp.)
  64. Alcea L. (79 spp.)
  65. Althaea L. (10 spp.)
  66. Malvalthaea Iljin (2 spp.)
  67. Malva L. (55 spp.)
  68. Callirhoe Nutt. (9 spp.)
  69. Sidalcea A. Gray ex Benth. (29 spp.)
  70. Hoheria A. Cunn. (7 spp.)
  71. Lawrencia Hook. (13 spp.)
  72. Plagianthus J. R. Forst. & G. Forst. (3 spp.)
  73. Gynatrix Alef. (2 spp.)
  74. Asterotrichion Klotzsch (1 sp.)
5. Tribus nerazvrstani Malvoideae
  1. Patinoa Cuatrec. (4 spp.)
  2. Ochroma Sw. (1 sp.)
  3. Phragmotheca Cuatrec. (11 spp.)
  4. Matisia Humb. & Bonpl. (60 spp.)
  5. Quararibea Aubl. (50 spp.)
  6. Fremontodendron Coult. (3 spp.)
  7. Chiranthodendron Sessé ex Larreat. (1 sp.)